# Luis Fortuño
Luis Guillermo Fortuño Burset (San Juan (Puerto Rico), 31 oktober 1960) is een voormalig Puerto Ricaans politicus en de 10e Gouverneur van Puerto Rico. Eerder was hij als Resident Commissioner van Puerto Rico  een niet-stemgerechtigd lid van het Huis van Afgevaardigden. Hij is lid van de Partido Nuevo Progresista en van de Amerikaanse Republikeinse Partij.

## Levensloop
Fortuño werd op 31 oktober 1960 geboren in de Puerto Ricaanse hoofdstad San Juan, als zoon van een tandarts en als oudste van drie broers. De overgrootouders van zijn moeder waren Spaanse immigranten. Hij studeerde diplomatie aan de Edmund A. Walsh School of Foreign Service van Georgetown University en rechten aan de Universiteit van Virginia, waar hij Juris Doctor werd. Tijdens zijn studies stichtte hij de Asociación de Estudiantes Estadistas de Puerto Rico, een studentenorganisatie die Puerto Rico's status van gemenebest wil wijzigen en die als volwaardige 51e staat  deel wil uitmaken van de Verenigde Staten. Tijdens zijn voorzitterschap van deze studentenvereniging verzamelde hij 1500 stemmen voor zittend gouverneur Carlos Romero Barceló, die met slechts 3000 stemmen herverkozen werd. Later trouwde hij met Lucé Vela-Gutierrez, een advocate.

## Politieke carrière
Na een carrière als minister voor Economische Ontwikkeling en Handel en als directeur van de Puerto Ricaanse Toeristische Dienst, stelde hij zich kandidaat om Resident Commissioner van Puerto Rico te worden. Bij de voorverkiezingen nam hij het op tegen voormalig gouverneur en parlementslid Carlos Romero Barceló. In de algemene verkiezingen versloeg hij senator Roberto Prats. Tijdens zijn termijn werd hij de leider van de Republikeinse Hispanics en covoorzitter van de Congressionele Vrienden van Spanje.
In 2008 was hij kandidaat voor het gouverneurschap en versloeg hij zittend gouverneur Aníbal Acevedo Vilá met een grote meerderheid. Daarmee werd hij de eerste Republikeinse gouverneur van Puerto Rico sinds 1969 en de tweede ooit.
Slechts drie maanden na het begin van zijn ambtstermijn kondigde hij bezuinigen van 2 miljard dollar aan, wat volgens de media het ontslag van 30.000 ambtenaren tot gevolg zou hebben. Duizenden Puerto Ricanen betoogden tegen de plannen en het Amerikaanse ministerie voor Werk verwachtte een toename van de werkloosheid van 16.7% tot 17.1%. 
Het begrotingstekort daalde wel van 2 miljard in 2009 tot 300 miljoen in 2012, met als doel een begroting in evenwicht in 2013.
Meer en meer media speculeerden dat Fortuño een federaal ambt ambieerde. Ook werd hij in de aanloop naar de Amerikaanse presidentsverkiezingen van 2012 vaak genoemd voor een ministerpost in een regering onder Mitt Romney. Hij werd overwogen als kandidaat voor het vicepresidentschap, wat uiteindelijk Paul Ryan werd, en later als mogelijk minister van Handel of Binnenlandse Zaken. Barack Obama, die in 2012 werd herverkozen, benoemde Fortuño tot lid van zijn Raad van Gouverneurs.
Als gouverneur was hij een tegenstander van Obamacare en probeerde hij via een grondwetswijziging om het aantal parlementsleden te verminderen. Oppositieleider Alejandro García Padilla steunde dit amendement, maar door tegenstand binnen diens Partido Popular Democrático en bij de kleine oppositiepartij Partido Independentista Puertorriqueño werd het verworpen. In 2012 verloor Fortuño de verkiezingen nipt van Alejandro García Padilla. Momenteel is hij actief in Washington D.C. als advocaat.
- Gemeinsame Normdatei: 119836257X
- International Standard Name Identifier: 0000 0000 5918 7034
- Library of Congress Control Number: no2009062605
- SNAC: w6r31s3x
- Biographical Directory of the United States Congress: F000452
- Virtual International Authority File: 86390771
- WorldCat: E39PBJx8HhyVVmWQhRJDdkBtrq